# Демпф, Алоис
Алоис Демпф (нем. Alois Dempf; 2 января 1891, Альтомюнстер, Германия — 15 ноября 1982, Эгштетт, Германия) — немецкий католический философ, историк-медиевист, культуролог, представитель антропологической школы социологии.

## Биография
По желанию отца изучал медицину. Во время Первой мировой войны служил фронтовым фельдшером, находил возможность для чтения философских сочинений, в частности, его интересовали труды Платона, Канта, Фихте, Гегеля и, в особенности, Фомы Аквинского. По окончании войны получил философское образование. В этот период опредилились основные интересы: философия культуры, патристика и средневековая философия.
С1925 года приват-доцент в Боннском университете. В 1937 году ординарный профессор в Вене. В период нацистской Германии с 1938 года был вынужден оставить кафедру философии по политическим мотивам. Вернулся к преподавательской и научной деятельности после окончания войны, с 1949 г. — профессор в Мюнхенском университете.
Демпф известен как систематизатор современной католической философии и философии культуры, автор многочисленных работ по истории культуры и социологии знания. В 1966 году был награждён орденом «За заслуги перед Федеративной Республикой Германия».

## Список произведений
- Weltgeschichte als Tat und Gemeinschaft. Eine vergleichende Kulturphilosophie, 1924
- Die Hauptform mittelalterlicher Weltanschauung. Eine geisteswissenschaftliche Studie über die Summa, 1925
- Das Unendliche in der mittelalterlichen Metaphysik und in der Kantischen Dialektik, 1926
- Ethik des Mittelalters, 1927
- Sacrum Imperium. Geschichtsschreibung und Staatsphilosophie des Mittelalters und der politischen Renaissance, 1929
- Metaphysik des Mittelalters, 1930
- Kulturphilosophie, 1932
- Görres spricht zu unserer Zeit. Der Denker und sein Werk, 1933
- Meister Eckhart. Eine Einführung in sein Werk, 1934
- Die Glaubensnot der deutschen Katholiken, 1934
- Kierkegaards Folgen, 1935
- Religionsphilosophie, 1937
- Christliche Staatsphilosophie in Spanien, 1937
- Christliche Philosophie. Der Mensch zwischen Gott und der Welt, 1938
- Albert Erhard. Der Mann und das Werk in der Geistesgeschichte um die Jahrhundertwende, 1944
- Die drei Laster. Dostojewskis Tiefenpsychologie, 1946
- Selbstkritik der Philosophie und eine vergleichende Philosophiegeschichte im Umriß, 1947
- Theoretische Anthropologie, 1950
- Die Weltidee, 1955
- Die Einheit der Wissenschaft, 1955
- Kritik der Historischen Vernunft, 1957
- Weltordnung und Heilsgeschichte, 1958
- Die unsichtbare Bilderwelt. Eine Geistesgeschichte der Kunst, 1959
- Geistesgeschichte der altchristlichen Kultur, 1964
- Religionssoziologie der Christenheit. Zur Typologie christlicher Gemeinschaftsbildungen, 1972
- Selbstdarstellung. In: Philosophie in Selbstdarstellungen, 1975.
- Metaphysik. Versuch einer problemgeschichtlichen Synthese, 1986
- Der Wertgedanke in der Aristotelischen Ethik und Politik, 1989